# Halowe mistrzostwa Europy w lekkiej atletyce masters
Halowe mistrzostwa Europy w lekkiej atletyce masters (wcześniej: Halowe mistrzostwa Europy weteranów w lekkiej atletyce; ang. European Masters Ahletics Championships – Indoor (EMACI), wcześniej European Masters Indoor Athletics Championships) – halowe mistrzostwa kontynentu w lekkiej atletyce masters organizowane przez European Masters Athletics.
Pierwsze zawody odbyły się we wrześniu 1997 w brytyjskim Birmingham. Rozgrywane są najczęściej co 2 lata naprzemiennie z mistrzostwami Europy organizowanymi na otwartym stadionie. W zawodach występować mogą zawodnicy, którzy ukończyli 35. rok życia. Rywalizują w kategoriach wiekowych zgrupowanych co 5 lat.

## Edycje mistrzostw
| Edycja | Rok  | Gospodarz     | Daty                | Liczba państw | Liczba zawodników |
| ------ | ---- | ------------- | ------------------- | ------------- | ----------------- |
| 1      | 1997 | Birmingham    | 28 lutego–2 marca   | 29            | 1260              |
| 2      | 1999 | Malmö         | 5–7 marca           | 28            | 853               |
| 3      | 2001 | Bordeaux      | 8–11 marca          | 30            | 1410              |
| 4      | 2003 | San Sebastián | 6–9 marca           | 33            | 1586              |
| 5      | 2005 | Eskilstuna    | 10–13 marca         | 31            | 1247              |
| 6      | 2007 | Helsinki      | 22–25 marca         | 36            | 2092              |
| 7      | 2009 | Ankona        | 25–29 marca         | 39            | 2872              |
| 8      | 2011 | Gandawa       | 16–20 marca         | 43            | 3406              |
| 9      | 2013 | San Sebastián | 19–24 marca         | 39            | 3273              |
| 10     | 2015 | Toruń         | 23–28 marca         | 36            | 2104              |
| 11     | 2016 | Ankona        | 29 marca–3 kwietnia | 41            | 3124              |
| 12     | 2018 | Madryt        | 19–24 marca         | 47            | 2844              |
| 13     | 2022 | Braga         | 20–27 lutego        | 41            | 2276              |
| 14     | 2024 | Toruń         | 17–23 marca         | 39            | 3445              |